# Аэростатика
Аэростатика (греч. Αερ — воздух; στατός — «неподвижный») — раздел гидроаэромеханики, в котором изучается равновесие газообразных сред, в основном атмосферы.

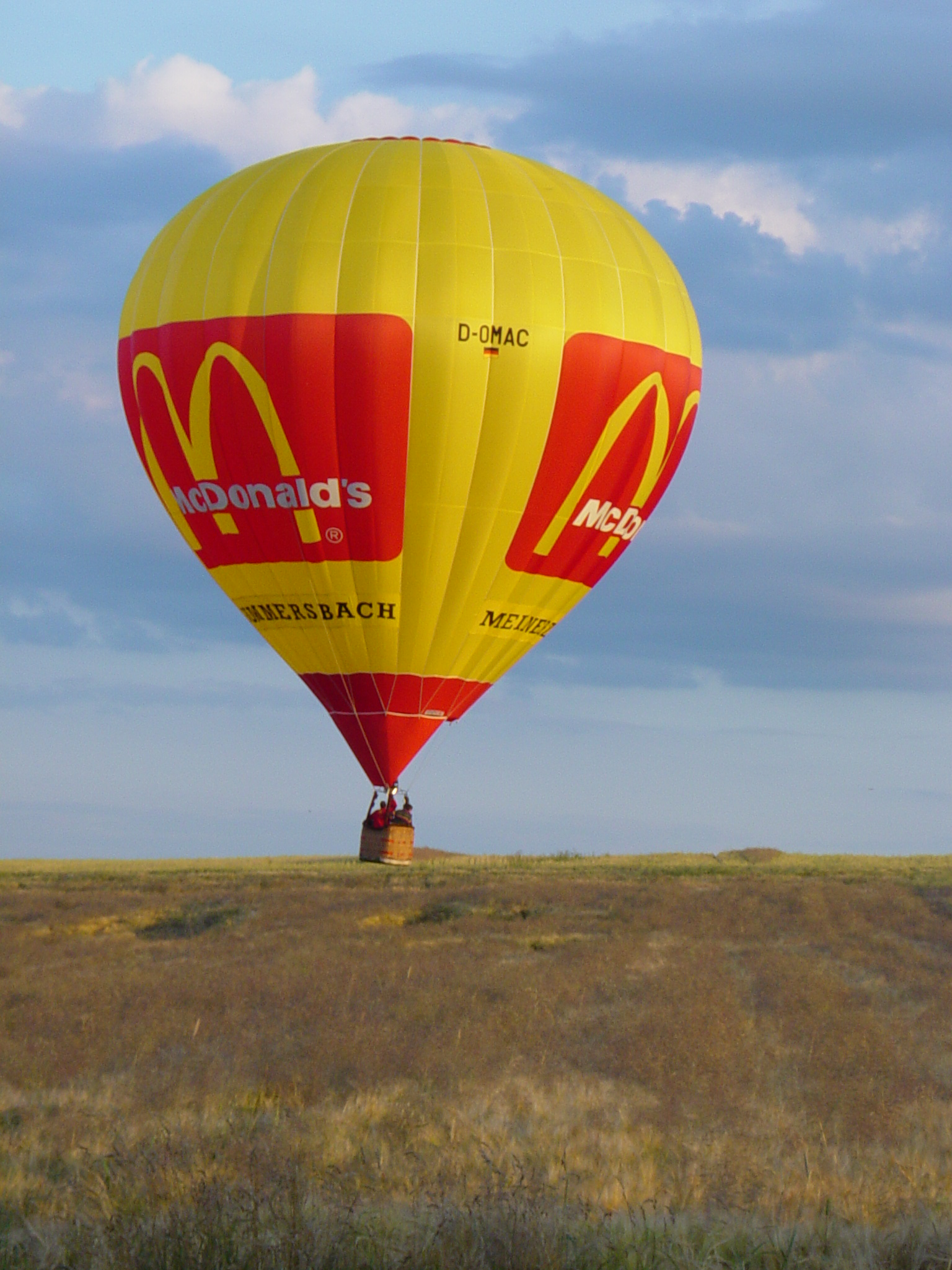
Воздушный шар.

Главным представителем газообразных веществ является атмосферный воздух. Воздух, подобно жидким и твёрдым телам, находится под влиянием силы тяжести и вследствие этого производит давление на земную поверхность. В противоположность влиянию тяжести, у воздуха есть особое стремление, присущее всем газам, по возможности расшириться и занять возможно больший объём, то есть воздух обладает упругостью. Это свойство является причиной уменьшения плотности атмосферного воздуха в верхних слоях, так как силе расширения, или упругости слоя воздуха, лежащего на больших высотах, противодействует относительно меньшее давление остальных выше лежащих слоёв.
Следствием лёгкой подвижности частиц воздуха является то, что всякое давление, производимое на воздушную массу, передается и распространяется равномерно во все стороны. Так, например, одинаковые поверхности пола, потолки и стены в комнате, не принимая во внимание сравнительно ничтожную разницу их высоты, находятся под тем же давлением, как и равная им площадь земной поверхности под открытым небом. То же самое происходит, если комната заперта, так как щели и поры стен вполне достаточны для того, чтобы передать атмосферное давление внутрь комнаты. Величина атмосферного давления на земную поверхность и постоянные местные изменения её определяются с помощью барометра. Можно принять в среднем, что воздух давит на любую площадь земной поверхности, как столб ртути с тем же основанием вышиной в 760 мм или как столб воды вышиной в 10,4 метра. Это даёт в среднем давление в 1 кг на квадратный сантиметр, и это давление принято считать за единицу меры при измерении давления, то есть упругости газов и паров, называя её «атмосферой давления».
Приборы, служащие для измерения этого давления, или упругости, называются манометрами.
Опытами установлено, что объём известной воздушной массы изменяется обратно пропорционально его упругости, то есть давлению, которому он подвергается. Под давлением 2, 3… 10 атмосфер одно и то же количество воздуха занимает соответственно в 2, 3… 10 раз меньший объём, чем под давлением одной атмосферы; если уменьшить давление, которое действует на данный объем газа, в 2, в 3 и в 10 раз, то есть сделать его равным 1/2, 1/3, … 1/10 атмосферы, то воздух расширится и примет в 2, 3… 10 раз больший объём. Этот важный закон известен под именем закона Мариотта (1676 г.), или также закона Бойля (1660 г.). Его выражают иногда следующим образом: «Упругость пара прямо пропорциональна его плотности».